# Liste der katholischen Herz-Jesu-Ordensgemeinschaften und -Kongregationen
Diese Seite gibt einen Überblick über die römisch-katholischen Ordensgemeinschaften und Kongregationen, die dem Herzen Jesu geweiht sind.
- Anbetungsschwestern des königlichen Herzens Jesu (Adoratrices du Cœur Royal de Jésus Souverain Prêtre)
- Apostelinnen des Heiligsten Herzens Jesu (it.: Apostole del Sacro Cuore di Gesù) (ASCJ)
- Arnsteiner Patres (Kongregation von den Heiligsten Herzen Jesu und Mariens, Congregatio Sacrorum Cordium Jesu et Mariae necnon adorationis perpetuae Sanctissimi Sacramenti Altaris, Picpus-Gesellschaft, Patres von den Heiligen Herzen und von der ewigen Anbetung des Heiligsten Altarsakraments; weibl. Zweig, Congregation de Sacré Cœurs et del´Adoration perpétuell)
- Association de l'Adoration perpétuelle du Sacré Cœur de Notre-Seigneur Jésus-Christ (Anne-Madeleine Rémusat)
- Augustiner-Rekollektorinnen des Herzen Jesu (Hermanas Agustinas Recolectas del Carazón de Jesú) (AVR)
- Benediktinerinnen des Heiligsten Herzens Jesu von Montmartre (lat.: Congregatio Adoratricum Sanctissimi Cordis Iesu de Monte Martyrum), (fr.: Bénédictines du Sacré-Cœur de Montmartre) (BSCM)
- Brüder vom Heiligsten Herzen Jesu (SC) (Fratres a Sacratissimo Corde Jesu, frz.: Frère du Sacré-Cœur, engl.: Brothers of the Sacred Heart of Jesus, it.: Fratelli del Sacro Cuore, es.: Hermanos del Sagrado Corazón)
- Comboni-Missionare vom Herzen Jesu (FSCJ) (Congregatio Missionariorum Filiorum Ss. Cordis Jesu – Missionare Söhne vom Discaiceatorum Congregatio heiligen Herzen Jesu)
- Congrégation du Sacré-Cœur (Congregatio Sacratissimi Cordis Iesu) (Joseph-Marie Timon-David)
- Dehonianer (SCJ) (Congregatio Sacerdotum a sacro Corde Jesu, Herz-Jesu-Priester)
- Dienerinnen des Heiligsten Herzens (ADC) (spanisch: Esclavas del Divino Corazón)
- Dienerinnen des Heiligsten Herzens Jesu (Peter Viktor Braun)
- Dienerinnen des Heiligsten Herzens Jesu von Caterina Volpicelli (ASCV) (Caterina Volpicelli)
- Dienerinnen des Heiligsten Herzens Jesu von Rafaela Porras y Ayllón (A.C.I.) (Rafaela Porras y Ayllón)
- Ehrenwache des Heiligsten Herzens Jesu (Association de la Garde d´Honneur du Sacré Cœur, Association de la Présence au Christ) (Marie de Jésus Deluil-Martiny)
- Franziskaner-Missionsschwestern vom Heiligsten Herzen (FMSC) (it.: Suore Francescane Missionarie del Sacro Cuore)
- Franziskanerinnen vom Göttlichen Herzen Jesu (OSF) (Franziskanerinnen von Gengenbach)
- Genossenschaft der Priester des heiligsten Herzen Jesu von Bétharram (S.C.I. di Béth.) (Michael Garicoits)
- Gesellschaft des heiligsten Herzens vom Kinde Jesus (SCJI) (Congregatio Sacratissimi Cordis Jesu Infantis)
- Gesellschaft vom Heiligen Herzen Jesu (Sacré-Cœur) (RSCJ) (Religiosa Sanctissimi Cordis Jesu, Sacré Cœur-Schwestern, Gesellschaft der Ordensfrauen vom Heiligen Herzen Jesu) (Sophie Barat)
- Herz-Jesu-Missionare (MSC) (Missionarii Sacratissimi Cordis Jesu – Missionare bzw. Missionsschwestern vom heiligsten Herzen Jesu) (Jules Chevalier)
- Karmelitinnen vom Göttlichen Herzen Jesu (DCJ) (Maria Tauscher)
- Kongregation der Franziskanerinnen von Salzkotten (Franciscanae Cordis Jesu et Mariae)
- Kongregation der Töchter des Herzens Jesu (Marie de Jésus Deluil-Martiny)
- Kongregation der Ursulinen vom Herzen Jesu im Todeskampf (U.S.K.J.) (Maria Ursula Ledóchowska)
- Missionare Söhne des Heiligsten Herzens (MFSC) (Afrika-Missionare von Verona), siehe Comboni-Missionare vom Herzen Jesu
- Missionare vom Heiligsten Herzen Jesu (Enniscorthy) (Irland)
- Missionare von den Heiligen Herzen Jesu und Mariens (Gaetano Errico)
- Missionsdominikanerinnen vom hl. Herzen Jesu (Strahlfelder Missionsdominikanerinnen)
- Missionsschwestern vom Heiligsten Herzen (Franziska Xaviera Cabrini)
- Oblatinnen des Heiligsten Herzens Jesu (OCJ) (Oblates du Cœur de Jésus) (Louise-Thérèse de Montaignac de Chauvance)
- Priester der Liebe des Heiligsten Herzens Jesu (am 29. Juni 1925 in Westville, Illinois kan. errichtet)
- Priester des Heiligsten Herzens Jesu des Jesuskindes (Gegr. Rom 1859, belobigt 14. Februar 1861)
- Priesterbruderschaft der Diözesanarbeiter des Heiligsten Herzens Jesu (SOD) Sodalitas Sacerdotum Operariorum Dioecesanorum Sacro Corde Iesu, Hermandad de Sacerdotes Operarios Diocesanos del Corazón de Jesús
- Priesterbund der Freunde des Herzens Jesu (siehe Details unter Louise-Marguerite Claret de la Touche)
- Rogationisten (RCJ) (Congregatio Rogationis a Corde Jesu, Congregazione dei padri rogazionisti del Cuore di Gesù) (Annibale Maria Di Francia)
- Schwestern vom Göttlichen Herzen Jesu (CDC)
- Schwestern vom Heiligsten Herzen Jesu (Sacred Heart Sisters)
- Schwestern von Bethanien des Heiligsten Herzens (Louise-Marguerite Claret de la Touche)
- Schwestern von den heiligsten Herzen Jesu und Mariae (MSCC)
- Schwestern von den heiligsten Herzen Jesu und Marias - FJM (Famille Jésus-Marie (FJM)) (Maria vom heiligen Ignatius)
- Schwesternschaft vom heiligen Herzen Jesu und von den heiligen Engeln (Genoveva Torres Morales)
- Sisters of St Joseph of the Sacred Heart (dt. „Schwestern des Heiligen Joseph vom Heiligen Herzen“) (Mary MacKillop)
- Söhne des Heiligsten Herzens Jesu (FSCJ), siehe Comboni-Missionare vom Herzen Jesu
- St.-Joseph-Gesellschaft vom heiligsten Herzen (SSJ) (Societas Sodalium Sancti Joseph a Sacro Corde,  engl.: St. Joseph’s Society of the Sacred Heart, Kurzform: Josephite Fathers)
- Suore Catechiste del Sacro Cuore (S.C.S.C.) (Giulia Salzano)
- Suore Riparatrici del Sacro Cuore (RSC) (dt.: Stärkende Schwestern vom Heiligen Herzen Jesu)
- Töchter des Heiligsten Herzens Jesu, (sp.: Hijas del Sagrado Corazón de Jesús) (HSCJ)
- Töchter des Heiligsten Herzens Jesu (Verzeri Soure) (FSCG) (it.: Figlie del Sacro Cuore di Gesù della Verzeri) (Teresa Eustochio Verzeri)
- Töchter vom Herzen Jesu (FCJ) (it.: Figlie del Cuore di Gesù)